# کشتی تهاجم آبی‌خاکی

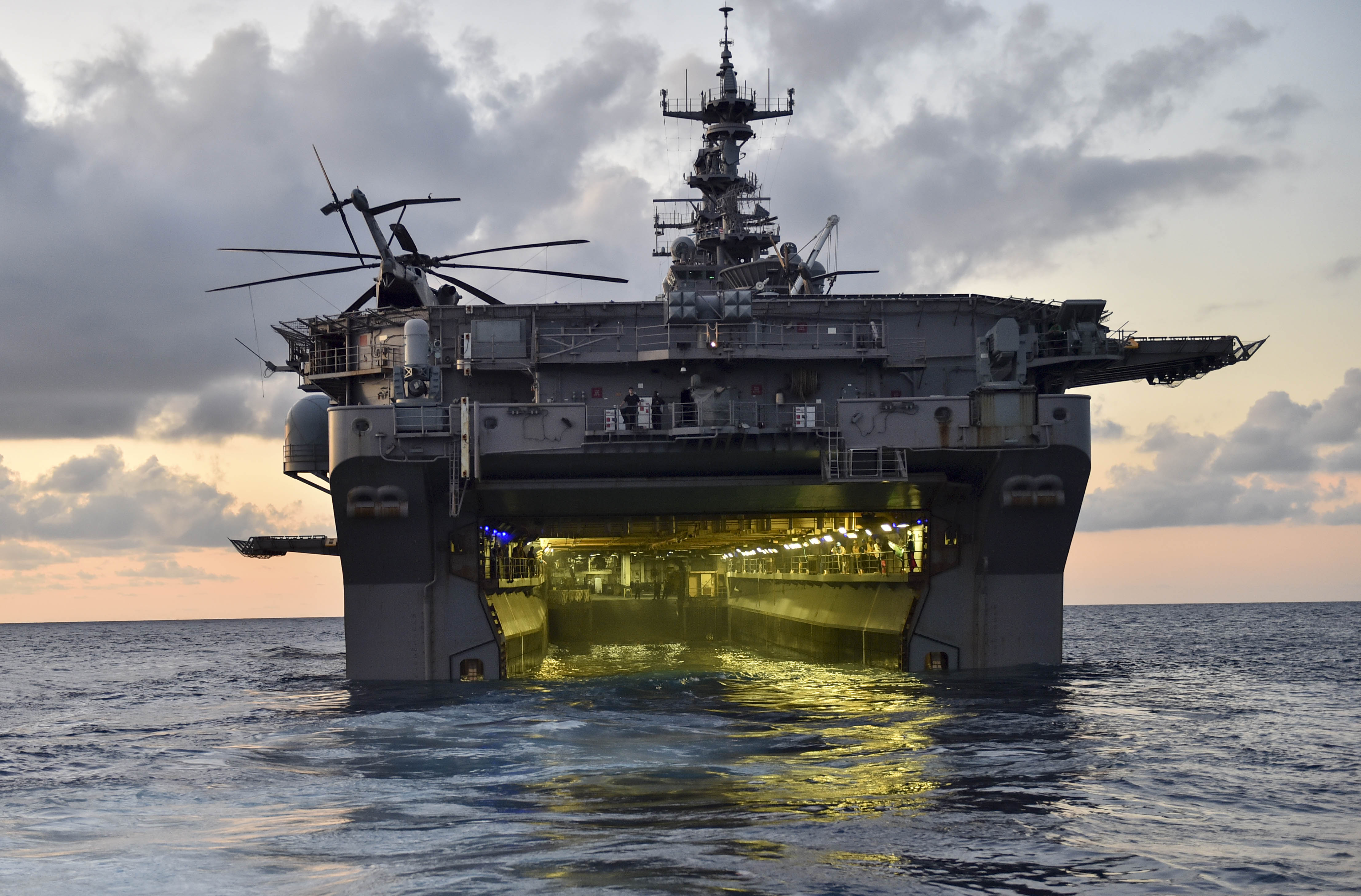
نمایی از کشتی ایوو جیما

کشتی تهاجمی آبی خاکی یا کشتی تهاجمی دوزیست نوعی کشتی جنگی آبی‌خاکی است که برای رساندن و پشتیبانی از نیروهای زمینی در قلمرو دشمن برای عملیات‌های حمله آبی‌خاکی استفاده می‌شود. طراحی این کشتی‌ها، از ناوهای هواپیمابر تبدیل شده برای استفاده به‌عنوان ناو هلیکوپتربر، تکامل یافته‌است. کشتی‌های مدرن از ناوچه‌های آبی‌خاکی پشتیبانی می‌کنند، برخی از کشتی‌های تهاجمی آبی‌خاکی نیز از هواگردهای ثابت‌بال عمود پرواز/باند کوتاه نیز پشتیبانی می‌کنند که اکنون نقش ثانویه‌ای به‌عنوان ناو هواپیمابر دارند.
نقش یک کشتی تهاجمی آبی‌خاکی اساساً با نقش یک ناو هواپیمابر استاندارد متفاوت است: تأسیسات هوانوردی آن نقش اصلی میزبانی هلیکوپترها را برای پشتیبانی از نیروها در خشکی به جای پشتیبانی از هواپیماهای ضربتی دارند. با این حال، برخی از آن‌ها می‌توانند در نقش کنترل دریایی، پشتیبانی از هواپیماهایی مانند هریر یا اف-۳۵بی برای گشت هوایی جنگی و هلیکوپترها برای جنگ ضدزیردریایی عمل کنند. بسیاری از این کشتی‌ها همچنین می‌توانند تجهیزاتی چون هاورکرافت‌ها و ناوچه‌های آب‌خاکی مطلوبیت را حمل و پشتیبانی کنند.
بزرگ‌ترین ناوگان از این نوع، توسط نیروی دریایی ایالات متحده است. ناوهای کلاس وسپ، مربوط به سال ۱۹۸۹ و کشتی‌های بسیار مشابه  America-class در سال ۲۰۱۴ وارد خدمت شده‌اند. کشتی‌های تهاجمی آبی‌خاکی همچنین توسط نیروی دریایی سلطنتی استرالیا، نیروی دریایی برزیل، نیروی دریایی ارتش آزادی‌بخش خلق، نیروی دریایی مصر، نیروی دریایی فرانسه، نیروی دریایی ایتالیا، نیروی دریایی جمهوری کره (کره جنوبی) و نیروی دریایی اسپانیا استفاده می‌شوند.

## طراحی

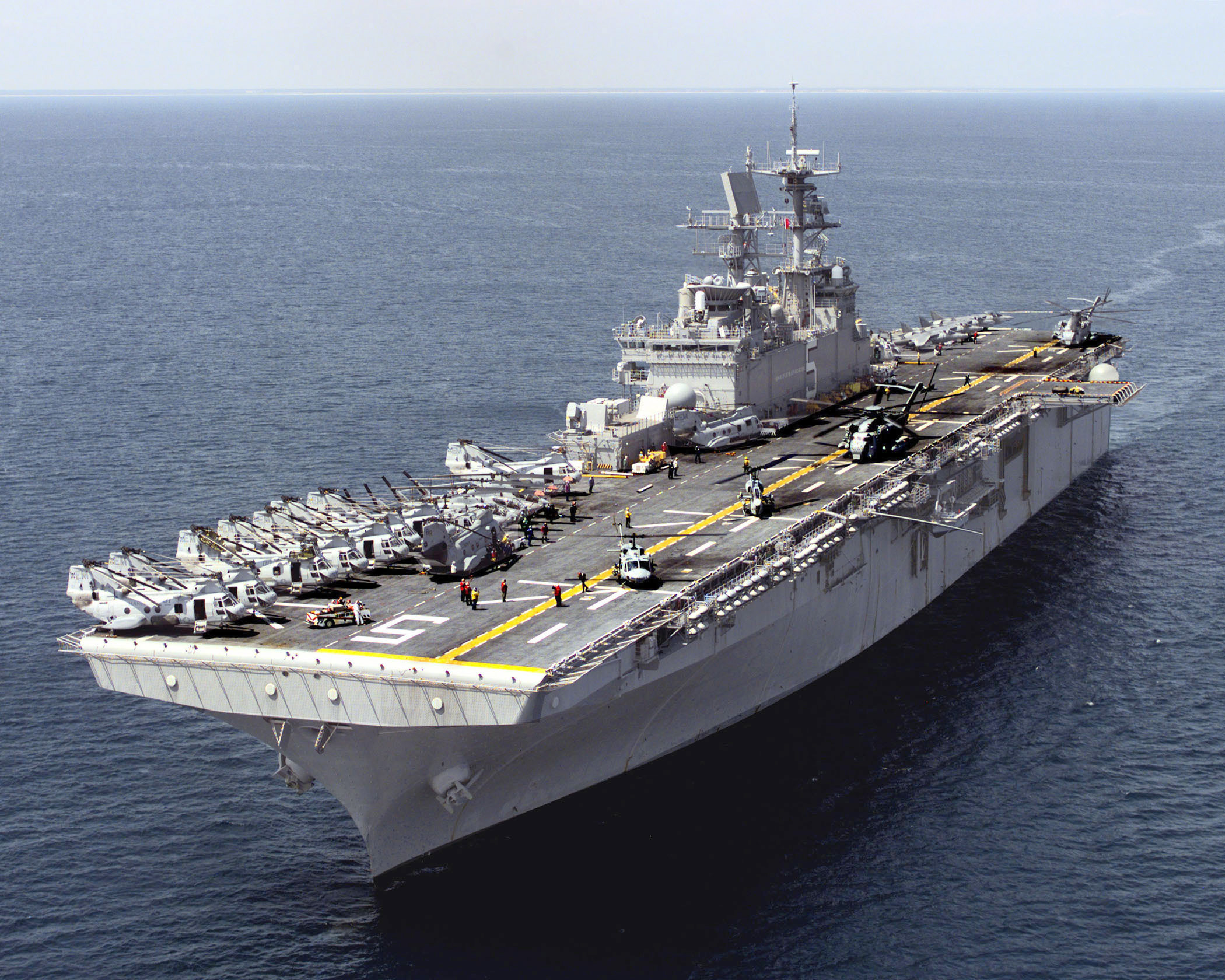
یواس‌اس باتان متعلق به نیروی دریایی ایالات متحده

همگی کشتی‌های تهاجم آبی‌خاکی از نظر طراحی شبیه ناوهای هواپیمابر هستند. از عرشه پرواز برای استفاده از هلیکوپترهای تهاجمی و کاربردی و برای فرود نیروها و تدارکات استفاده می‌شود و برخی از این کشتی‌ها نیز جت هوایی هریر را پرتاب و بازیابی می‌کنند. هواپیماهای نشست و برخاست کوتاه مانند او وی-۱۰ گاهی اوقات بر روی کشتی‌های تهاجمی آبی‌خاکی با عرشه بزرگ مستقر شده و می‌توانند برخاست و فرودهای کوتاه را بدون نیاز به منجنیق یا سیم‌های مهارکننده انجام دهند.

## انواع
- فرود هلیکوپترهای تهاجمی (LHA)

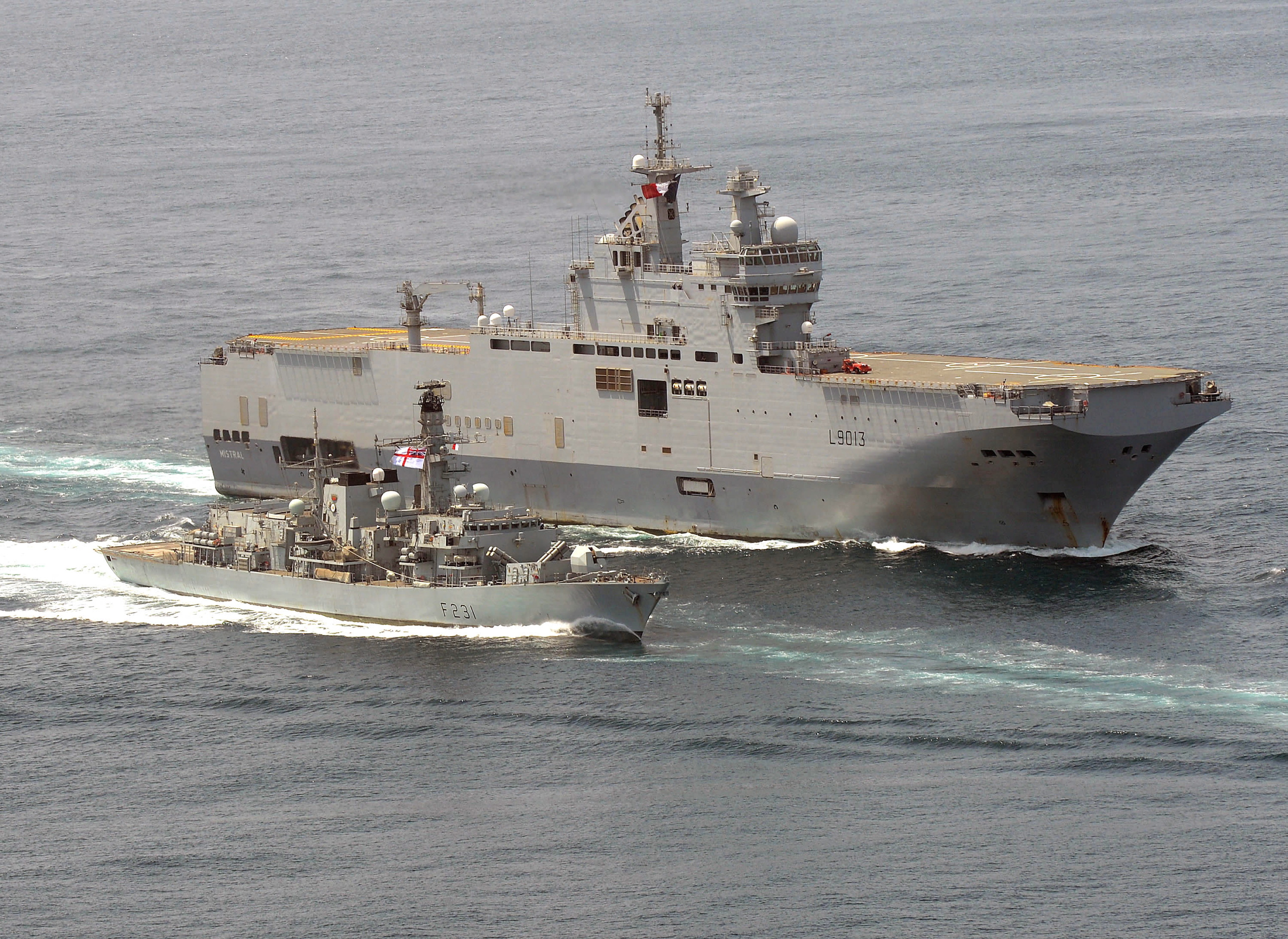
کشتی میسترال‌‌ متعلق به نیروی دریایی فرانسه به‌همراه HMS Argyll در سواحل غرب آفریقا

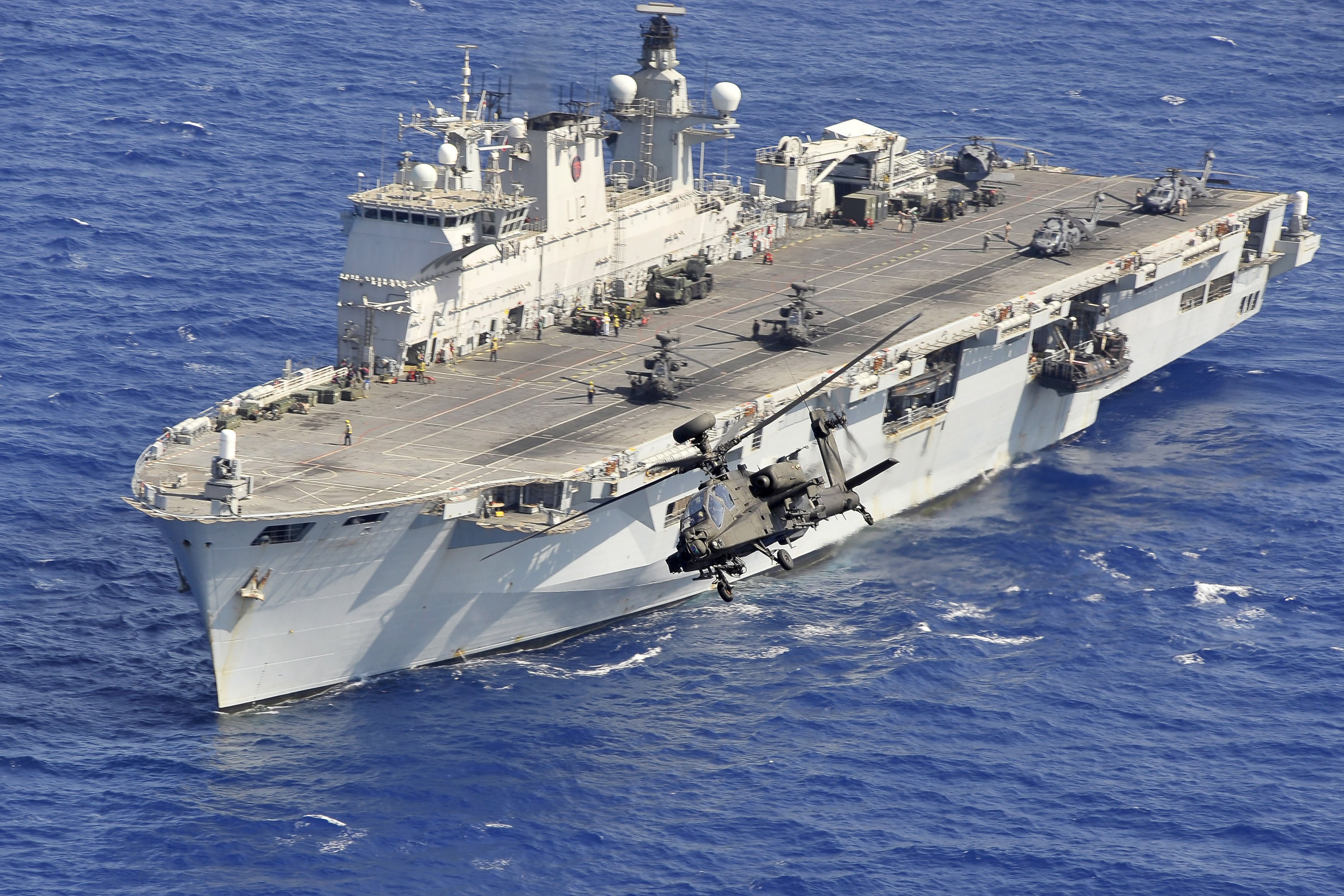
سابق نیروی دریایی پادشاهی بریتانیا. در حال حاضر آتلانتیکوی نیروی دریایی برزیل

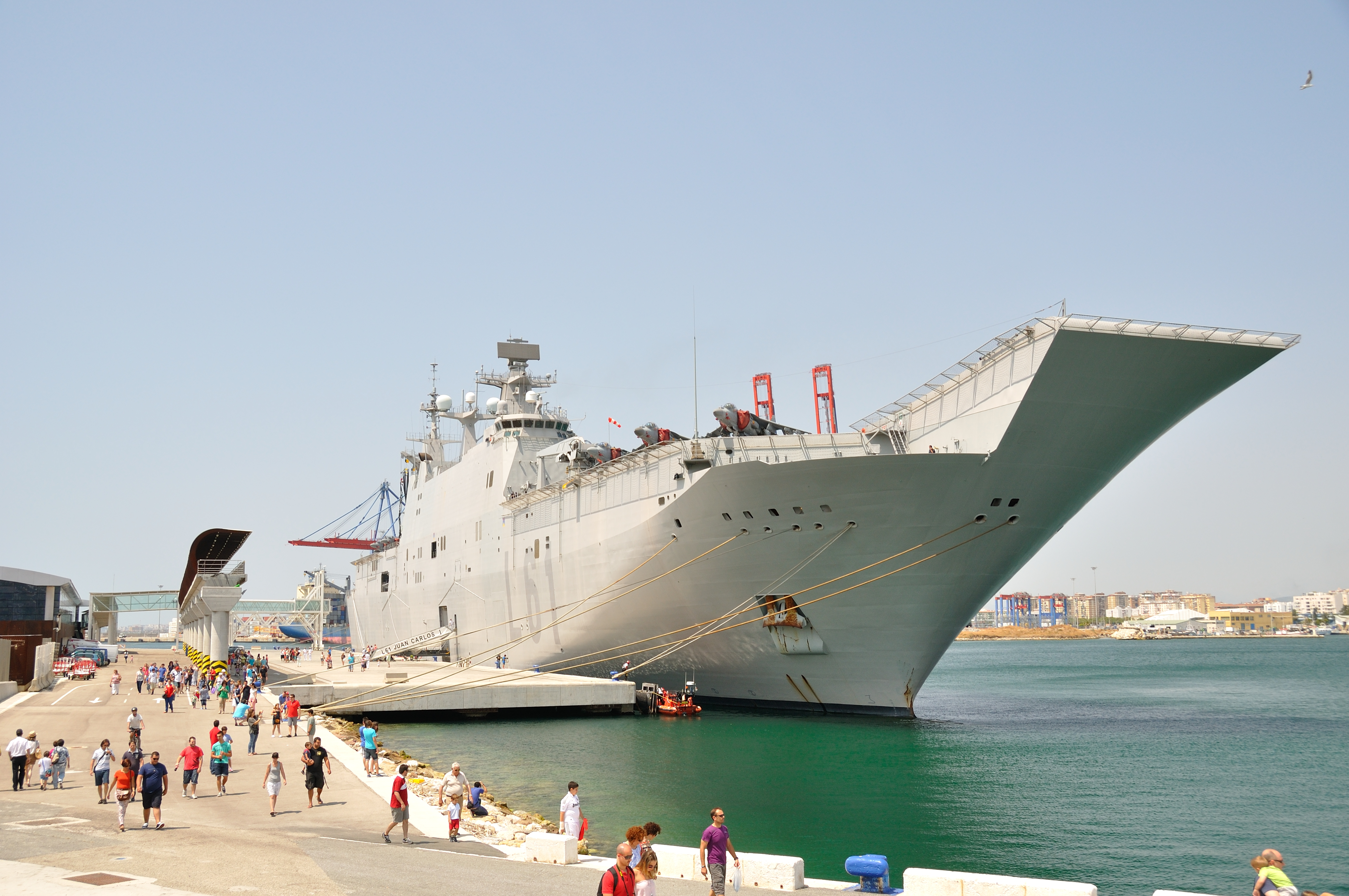
کشتی خوان کارلوس ۱ متعلق به نیروی دریایی اسپانیا به‌همراه هواپیماهای تهاجمی هریر ۲

  - کلاس تاراوا (ایالات متحده آمریکا) - بازنشسته
  - کلاس آمریکا (ایالات متحده آمریکا)
- اسکلهٔ فرود هلی‌کوپتر (LHD)
  - کلاس کانبرا (استرالیا)
  - تایپ ۰۷۵ (چین)
  - کلاس خوان کارلوس ۱ (اسپانیا)
  - کلاس میسترال (فرانسه و مصر)
  - کلاس وسپ (ایالات متحده آمریکا)
  - تری‌یسته (ایتالیا) - در حال آزمایش
  - تی‌سی‌جی آنادلو (ترکیه) - در حال آزمایش
  - پروژه ۲۳۹۰۰ (روسیه) - در حال ساخت
- سکوی فرود هلیکوپتر (LPH)
  - کلاس دوکدو (کره جنوبی)
  - آتلانتیکو (برزیل)
  - کلاس ایوو جیما (ایالات متحده آمریکا) - بازنشسته